# Kadazandusun (Sprache)
Kadazandusun ist eine von den Dusun und den Kadazan gesprochene Sprache in Sabah in Malaysia.

## Alphabet
Die Kadazandusun-Sprache wird in lateinischen Buchstaben geschrieben und hat 22 Buchstaben. C, F, Q und X werden nicht benutzt, auch nicht in Lehnwörtern.
A B C D E G H I J K L M N O P R S T U V W Y Z

### Vokale
Vokale: a, e, i, o, u
Diphthonge: aa, ai, ii, oi, uu

## Beispiele

### Genesis 1:1-3
Ontok di timpuun ih, tuminimpuun o Kinorohingan do minomonsoi do libabou om pomogunan. Orolot iti pomogunan om inggaa suang, om pointuong nokulumutan di rahat topuhod. Mintulud sunduan do Kinorohingan do hiri id soibau di waig. Om pomoros nodi o Kinorohingan do, "Nawau no" ka. Om haro nodi o tanawau. Om asanangan tomod o Kinorohingan do nokokitoh diri. Pitongkiado no do Kinoingan ih tanawau do mantad hiri id totuong. Om pungaranai nodi do Kinorohingan do "dangadau" it anawau, om iri otuong nopo nga pinungaranan dau do "dongotuong". Haro di sosodopon, sinusuhut minsusuab – iri no o tadau kumoiso.

### Zahlen
| Deutsch                              | Kadazandusun                                 | Malaiisch                                |
| ------------------------------------ | -------------------------------------------- | ---------------------------------------- |
| null                                 | aiso                                         | kosong/sifar                             |
| eins                                 | iso                                          | satu                                     |
| zwei                                 | duo                                          | dua                                      |
| drei                                 | tolu                                         | tiga                                     |
| vier                                 | apat                                         | empat                                    |
| fünf                                 | limo                                         | lima                                     |
| sechs                                | onom                                         | enam                                     |
| sieben                               | turu                                         | tujuh                                    |
| acht                                 | walu                                         | lapan                                    |
| neun                                 | siam                                         | sembilan                                 |
| zehn                                 | hopod                                        | sepuluh                                  |
| elf                                  | hopod om iso                                 | sebelas                                  |
| zwanzig                              | duo no hopod                                 | dua puluh                                |
| dreitausendzweihundertneunundachtzig | tolu noribu duo nahatus walu nohopod om siam | tiga ribu dua ratus lapan puluh sembilan |

### Monate und Tage
| Deutsch   | Kadazandusun |
| --------- | ------------ |
| Januar    | Milatok      |
| Februar   | Mansak       |
| März      | Gomot        |
| April     | Ngiop        |
| Mai       | Mikat        |
| Juni      | Mahas        |
| Juli      | Madas        |
| August    | Magus        |
| September | Manom        |
| Oktober   | Gumas        |
| November  | Milau        |
| Dezember  | Momuhau      |

| Deutsch    | Kadazandusun |
| ---------- | ------------ |
| Montag     | Tontolu      |
| Dienstag   | Madsa        |
| Mittwoch   | Tadtaru      |
| Donnerstag | Kurudu       |
| Freitag    | Mirod        |
| Samstag    | Kukuak       |
| Sonntag    | Tiwang       |

### Fragewörter
| Deutsch | Kadazandusun    | Malaiisch |
| ------- | --------------- | --------- |
| Was     | Onu/Nu/Nunu     | Apa       |
| Wer     | Isai            | Siapa     |
| Wo      | Hinonggo/Honggo | Di mana   |
| Wann    | Soira           | Bila      |
| Warum   | Nokuro          | Kenapa    |
| Wie     | Poingkuro       | Bagaimana |